# 荒井千歩
荒井 千歩（あらい ちほ、1991年10月24日 - ）は埼玉県本庄市出身の元子役タレント。以前は宝映テレビプロダクションに所属。身長161cm。趣味はドライブ、旅行、ピアノ、特技は水泳、ダンス、ピアノ、珠算、硬筆、習字。

## 出演

### テレビ
- 愛の劇場「大好き!五つ子」（TBS）桜井紀香 役（レギュラー）
- 王様のブランチ（TBS）
- てんこもり（テレビ朝日）

### CM
- 明治乳業「明治おいしい牛乳」